# باکس، ویلت‌شر
باکس، ویلت‌شر (به انگلیسی: Box, Wiltshire) یک روستا و محله مدنی در بریتانیا است که در ویلتشر واقع شده‌است. باکس ۳٬۵۲۵ نفر جمعیت دارد.